# ها سونگ وون
ها سونگ وون (کره‌ای: 하성운؛ زادهٔ ۲۲ مارس ۱۹۹۴) خواننده و ترانه‌سرای اهل کره جنوبی است. او بیشتر به عنوان یکی از اعضای گروه پسرانهٔ کره‌ای وانا وان، گروه پسرانهٔ هات‌شات و در حال حاضر به عنوان هنرمند انفرادی شناخته می‌شود. در سال ۲۰۱۹، او حرفهٔ موسیقی انفرادی خود را با انتشار آلبوم چندآهنگهٔ لحظهٔ من، آغاز کرد.